# Deutsche Botanische Monatsschrift
Deutsche Botanische Monatsschrift (abreviado Deutsche Bot. Monatsschr.) fue una revista con ilustraciones y descripciones botánicas que fue publicada en Alemania desde 1883 hasta 1912.